# Svend Erik Tarp
Svend Erik Tarp (Thisted, 6 augustus 1908 – Kopenhagen, 19 oktober 1994) was een Deens componist.

## Leven
Tarp groeide op in Kolding als zoon van een spoorwegbeambte (onder andere Spoorlijn Thisted - Fjerritslev) en studeerde na het voltooien van het gymnasium enige tijd bij Elof Nielsen aan de Universiteit van Kopenhagen (van 1927 tot 1930). In 1932 rondde hij een studie bij Kud Jeppesen en Rudolph Simonsen af aan Det Kongelige Dankse Musikkonservatroium. Het ging verder studeren in Duitsland, Oostenrijk en Nederland en gaf van 1936 tot 1947 les geven de Koninklijke Opera van Kopenhagen, genoemd conservatorium, een pedagogische hogeschool en de universiteit (1939-1947). Die werkzaamheden overlapten zijn functie bij de uitgeverij Samfundel til Udgivelse af Danks Music (Vereniging voor de uitgifte van Deense muziek), die hij van 1941 tot 1960 bekleedde. Daarnaast was hij van 1938 tot 1974 in verschillende functies werkzaam bij Koda (de Deense Buma/Stemra) en werkte af en toe voor de Danmarks Radio.
Hij leed aan een oogziekte die hem aan het eind van zijn leven compleet blind maakte. In 1985 ontving hij nog een toelage genoemd naar Carl Nielsen. Zijn dochter Lotte Tarp was actrice.

## Muziek
Tarp schreef muziek in allerlei genres binnen de klassieke muziek van tien symfonieën tot opera en balletmuziek. Daarbij zijn invloeden te horen van het neoclassicisme en muziek van Les Six. Andere invloeden kwamen van Béla Bartók, Igor Stravinsky. Sergej Prokofjev en Dmitri Sjostakovitsj. Daarbij ging zijn speelse muziek vanuit zijn opleiding steeds meer een serieuzere richting op. Hij schreef voorts muziek bij (korte) documentaires en films, zoals Den Storbyen Symfoni. In 1938 werd zijn Orania in Kopenhagen uitgevoerd, bestaande uit een suite van Oud-Hollandse liederen naar Valerius.

## Werklijst (sepectie)

### Opera
- Prinsessen i det fierne  – Lyrische opera (1953)
- 9,90 – TV-Opera (1962)

### Ballet
- Den Detroniserede dyretæmmer (De onttroonde dierentemmer), opus 38 (1942/44)
  - première 5 februari 1944 met vijftien vervolgvoorstellingen in een choreografie van Niels Bjørn Larsen
  - plot bestaat uit liefdesperikelen tussen circusdirecteur, danseres en acrobaat, waarbij de directeur tevens dierentemmer het onderspit delft
  - zes delen werden later door de componist verwerkt voor Circus, tien kleine pianostukken voor twee en vier handen (opus 47)
- Skyggen – (1941/44; 1960)

### Orkestwerken
- Concertino voor viool en orkest (opus 13) (1932/1936)
  - première 20 februari 1933 door Christian Ebensen onder leiding van Christian Felumb
  - I: Allegro moderato – cadens; II: Molto sostenuto; III: Tempo primo (Allegro moderato)
- Suite over Oud-Deense volksliedjes (opus 17) (1933)
  - I: Ravnen, han flyer om Aften; II: Skaemtivise; III: Liden Kirstens dans; IV: Hr. Ramund
- Concertino voor dwarsfluit en orkest (opus 30) (1938)
  - I: Allegro vivace; II: Andantino; III: Rondo giocoso. Molto vivace
- Te Deum voor koor en orkest (opus 33) (1938/1945)
- Mozaïek – Miniatuursuite voor orkest (opus 35) (1938/40)
- Ouverture tot een komedie nr. 1 (opus 36) (1940)
- Concert voor piano en orkest (opus 39) (1944)
- Symfonie nr. 1 Divertimento (1945)
- Pro Defunctis voor orkest (1944/45)
- Symfonie nr. 2 in Es (opus 50) (1949)
- The Battle of Jericho voor orkest (opus 51) (1949)
- Lustspielouvertüre til mit dukketeater (opus 53) (1949)
- Lyrische suite voor orkest (opus 64) (1959)
- Symfonie nr. 3 quasi una fantasia (opus 66) (1958/59)
- Kleine Festivalouverture (opus 75) (1969)
- Symfonie nr. 4 (opus 77) (1975)
- Symfonie nr. 5 (opus 78) (1977)
- Symfonie nr. 6 (opus 80) (1977)
- Symfonie nr. 7 Galaxy (opus 81) (1977/78)
- Symfonie nr. 8 voor meisjeskoor en orkest (opus 88) (1989)
- Symfonie nr. 9 (1990/91)
- Symfonie nr. 10  Tegn og Underlige Geninger (Zeichen und seltsame Werke) op. 91 (1992)

### Kamermuziek
- Serenade voor fluit, klarinet, viool, altviool en cello (1930/31)
- Tafelmuziek voor fluit, klarinet en fagot (1932)
- Serenade (opus 29b) (1936)
- Duo (opus 37) (1939)
- Strijkkwartet (opus 76)

### Pianomuziek
- Suite (1927/29)
- Improvisaties (opus 21) (1934)
- Mozaïek (opus 31) (1938)
- Thema Carillon met variaties (opus 43) (1944/45)
- Snap-Shots (opus 45)
- Sonatina 1–3 (opus 48) (1945)
- Konfetti – Zeven stukken (opus 52)
- Jigsaw Puzzle (opus 54) (1951)
- Pianosonate (opus 60) (1956)

### Zang
- Her har hjertet hjemme (1940)
- Missa Juvenalis (opus 82) (1978/79)
- Requiem (opus 83) (1980)

- Bibliothèque nationale de France: cb16593176z (data)
- Gemeinsame Normdatei: 134536460
- International Standard Name Identifier: 0000 0000 8240 3743
- Library of Congress Control Number: n80156440
- Nationale Bibliotheek van Letland: 000299400
- Nationale Bibliotheek van Israël: 987007526400005171
- Nederlandse Thesaurus van Auteursnamen: 097389978
- Virtual International Authority File: 57925245
- WorldCat: E39PBJk8XTh8xjxKCVqYKbfyVC